# Ноланські амфори

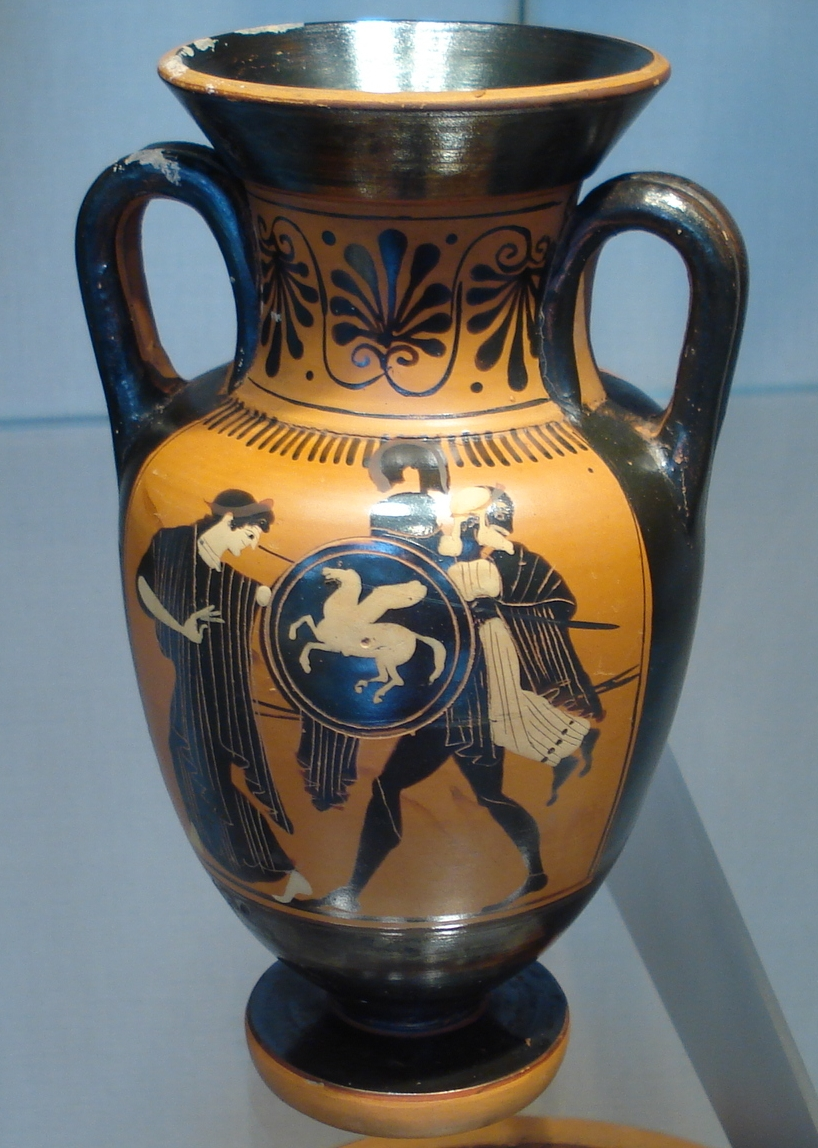
Ноланська амфора: Еней несе на спині свого батька Анхіса, сцена Падіння Трої, близько 500 до н. е., Метрополітен-музей

Ноланські амфори — особливий тип малих, так званих, «шийних амфор».
В середньому висота ноланських амфор не перевищувала 12 дюймів. Шия ноланської амфори була вищою та вузькішою у порівнянні із звичайною шийною амфорою. Ноланські амфори мали ручки та основу у формі диска.
Ноланські амфори виготовлялись тільки обмежений період часу приблизно між 500 і 400 роками до н. е. Свою назву цей тип ваз отримав за південно-італійським містом Нола, оскільки під час його розкопок було знайдено чимало амфор цієї форми. Пізніше ноланські амфори були знайдені і в сусідньому із Нолою місті Капуа. Дослідники схиляються до висновку, що ноланські амфори були досить популярними серед широких верств громадськості обох міст. Очевидно, що саме ця форма вази була дуже популярною в цій місцевості.
Для перших вазописців червонофігурного стилю, починаючи приблизно з 490 до н. е. виготовлення ноланських амфор було одним з найпоказовіших індикаторів майстерності.